# Strážek
Strážek (deutsch Straschkau, auch Straska) ist ein Městys in Tschechien. Er liegt zwölf Kilometer südwestlich von Bystřice nad Pernštejnem und gehört zum Okres Žďár nad Sázavou.

## Geographie
Strážek befindet sich im Tal der Bobrůvka in der Böhmisch-Mährischen Höhe. Südlich erhebt sich die Strážnice (Straschkauer Berg, 550 m) und im Nordwesten die Baršovice (543 m).
Nachbarorte sind Zábršův Mlýn und Dolní Rozsíčka im Norden, Horní Rozsíčka und Bukov im Nordosten, Mitrov im Osten, Habří, Nový Dvůr, Krčma und Meziboří im Südosten, Dolní Libochová im Süden, Radkov und Radkovičky im Südwesten, Jemnice und Moravec im Westen sowie Mirošov im Nordwesten.

## Geschichte
Nach alten Überlieferungen soll in Strážek seit 1158 eine Burg gestanden sein, an deren Stelle später die Kirche errichtet wurde.
Die erste urkundliche Erwähnung des Dorfes erfolgte im Jahre 1338. 1375 wurde Strážek erstmals als ein Städtchen bezeichnet. Bis 1560 gehörte Strážek zur Herrschaft Mitrov, danach wurden die Straschkauer Güter davon abgetrennt und der Herrschaft Moravec zugeschlagen. 1662 entstand die erste Schule.
Nach der Aufhebung der Patrimonialherrschaften bildete Stražkov ab 1850 eine Marktgemeinde im Bezirk Neustadtl.
Seit dem Ende des 19. Jahrhunderts in der Ortsname Strážek gebräuchlich. 1949 wurde die Gemeinde im Zuge der Auflösung des Okres Nové Město na Moravě dem Okres Bystřice nad Pernštejnem zugeordnet.
1961 kam das Dorf zum Okres Žďár nad Sázavou. Am 10. Oktober 2006 erhielt der Ort wieder den Status eines Městys. Strážek besteht heute aus 204 Häusern. Der Ortsteil Habří wurde 2007 nach Moravecké Pavlovice ausgemeindet.

## Gemeindegliederung
Der Městys Strážek besteht aus den Ortsteilen Jemnice (Jemnitz), Krčma (Krzmin, auch Kretschen), Meziboří (Mesiborsch, auch Messiborz), Mitrov (Mitrau, auch Mittrow), Moravecké Janovice (Morawetz Janowitz) und Strážek (Straschkau) sowie der Einschicht Nový Dvůr (Krziminer Hof).
Das Gemeindegebiet gliedert sich in die Katastralbezirke Jemnice u Moravce, Meziboří, Mitrov, Moravecké Janovice und Strážek.

## Sehenswürdigkeiten

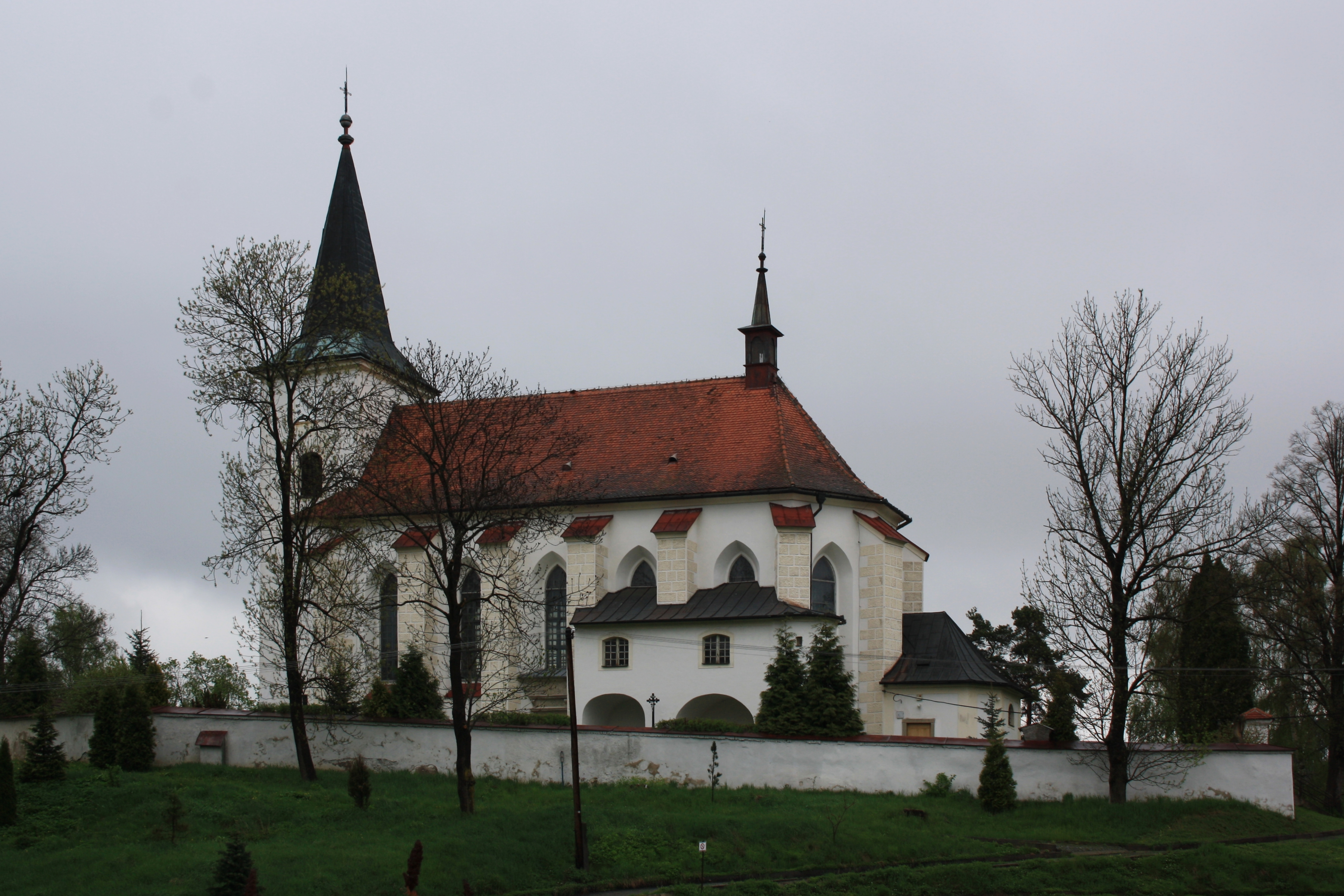
Kirche St. Simon und Judas

- Schloss Mitrov in Mitrov, heute Seniorenwohnsitz
- Ruine der Burg Mitrov, südöstlich von Strážek über einer Flussschleife der Bobrůvka, errichtet zu Beginn des 14. Jahrhunderts
- Kirche St. Simon und Judas, das Bauwerk entstand 1616 als evangelische Kirche an Stelle der älteren Kirche Mariä Heimsuchung
- barocke Statue des hl. Johannes von Nepomuk aus dem 18. Jahrhundert, am Friedhof
- barocke Statue des hl. Florian am Markt, geschaffen im 18. Jahrhundert
- zwei Sühnekreuze, an der Terrasse unterhalb des Kinos
- Kapelle in Jemnice
- Kapelle des hl. Kyrill und Method in Meziboří
- Kapelle in Moravecké Janovice
- Marmorkreuz in Meziboří
- Glockenturm in Krčma